# Petrit Kalakulla
Petrit Rasim Kalakulla (ur. 31 grudnia 1931 w Tiranie, zm. 16 czerwca 2002 w Tiranie) – albański polityk i agronom, minister rolnictwa (1993).

## Życiorys
Był synem Rasima Kalakulli, międzywojennego polityka, który w latach 30. XX w. zasiadał w Radzie Państwa. Po ukończeniu studiów na Uniwersytecie Rolniczym w Kamzie, Petrit Kalakulla pracował jako agronom w spółdzielniach rolniczych. W 1991 związał się z opozycją demokratyczną i reprezentował Demokratyczną Partię Albanii w wyborach 1991, ale wtedy nie zdobył mandatu. Sukcesem dla Kalakulli zakończyły się kolejne wybory w 1992. W latach 1992–1993 kierował strukturami DPA w Tiranie. W kwietniu 1993 objął kierownictwo resortu rolnictwa w rządzie Aleksandra Meksiego. Stanowisko utracił po tym, jak w czasie obrad parlamentu stwierdził, że bardziej nobilitujące dla niego byłoby, gdyby ktoś nazwał go "faszystą" niż "komunistą". W 1993 został usunięty z DPA, ale pozostał w parlamencie jako deputowany niezależny. 
W 1994 założył razem z Abdi Baletą Partię Demokratycznej Prawicy. Trzy lata później w czasie albańskiej rewolucji piramidowej zaangażował się w działalność Forum na rzecz Demokracji. W 2001 zakładał Partię Demokratycznej Odnowy (Partia Demokrate të Rinovuar). Zmarł w 2002 w Tiranie.